# Saint-Jean-de-Vals
Saint-Jean-de-Vals é uma comuna francesa na região administrativa da Occitânia, no departamento de Tarn. Estende-se por uma área de 4.75 km², e possui 74 habitantes, segundo o censo de 2018, com uma densidade de 16 hab/km².